# Pato (Yapacana)
Pour les articles homonymes, voir Pato.
Pato est une localité de la paroisse civile d'Yapacana dans la municipalité d'Atabapo dans l'État d'Amazonas au Venezuela sur l'Orénoque.